# Baita Cernello
La baita Cernello è un rifugio situato nel comune di Valgoglio (BG), in Alta Val Seriana, nelle Alpi Orobie, a 1.956 m. Sorge sulle rive del Lago Cernello.

## Storia
Negli anni cinquanta, durante la ristrutturazione della vicina diga Cernello, l'Enel, società committente, aveva necessità di infrastrutture adeguate per l'accoglienza di operai e macchinari. Vennero così costruiti fabbricati appositi e tra loro la baita Cernello. Dopo tale intervento il CAI di Bergamo si interessò al fabbricato della Baita Cernello, facendo pressioni all'ENEL per ottenerne la concessione. Sino agli anni settanta la baita Cernello venne utilizzata dai pastori come ricovero durante la transumanza delle loro mandrie e il 24 settembre 1978 venne finalmente inaugurata e aperta al pubblico.

## Caratteristiche e informazioni
Il rifugio è di proprietà dell'ENEL ed è in concessione alla sottosezione di Alzano Lombardo del CAI di Bergamo. È aperto in modo continuativo in luglio e in agosto. Non è custodito ed è autogestito, quindi per accedervi è necessario dotarsi di viveri e bevande e ritirare le chiavi e presso la sezione del CAI di Alzano Lombardo.
Salendo alla baita Cernello si scopre un luogo selvaggio e sconosciuto: passare una notte in autogestione in questo luogo rappresenta un'esperienza senza dubbio raccomandabile.
In zona c'è la possibilità di effettuare un giro ad anello tra i numerosi bacini artificiali e non (Lago Nero, lago Sucotto, lago Cernello, lago Campelli e lago di Aviasco) che costellano l'altopiano roccioso alle spalle di Valgoglio.

## Accessi
- Dall'abitato di Valgoglio, segnavia n. 228, percorribile in 3 ore

## Ascensioni
- Monte Pradella (2626 m), difficoltà EE
- Monte Cabianca (2601 m), difficoltà E
- Monte Madonnino (2502 m), difficoltà E

## Traversate
Il rifugio è raggiungibile anche:
- dal rifugio Laghi Gemelli tramite il passo di Aviasco, segnavia n. 229 e 224 percorribile in 3 ore
- dal rifugio Fratelli Calvi tramite il passo della Portula, segnavia n. 230 e 226 percorribile in 2,15 ore
- da Valgoglio in ore 2,30